# Municipio de Wayne (condado de Buchanan)
El municipio de Wayne (en inglés: Wayne Township) es un municipio ubicado en el condado de Buchanan en el estado estadounidense de Misuri. En el año 2010 tenía una población de 683 habitantes y una densidad poblacional de 7,76 personas por km².

## Geografía
El municipio de Wayne se encuentra ubicado en las coordenadas 39°39′31″N 94°56′7″O / 39.65861, -94.93528. Según la Oficina del Censo de los Estados Unidos, el municipio tiene una superficie total de 87.97 km², de la cual 86,15 km² corresponden a tierra firme y (2,07 %) 1,82 km² es agua.

## Demografía
Según el censo de 2010, había 683 personas residiendo en el municipio de Wayne. La densidad de población era de 7,76 hab./km². De los 683 habitantes, el municipio de Wayne estaba compuesto por el 96,34 % blancos, el 0,73 % eran afroamericanos, el 0,59 % eran amerindios, el 0,15 % eran asiáticos, el 0,88 % eran de otras razas y el 1,32 % eran de una mezcla de razas. Del total de la población el 3,07 % eran hispanos o latinos de cualquier raza.